# Сурэнгийн Момо
Сурэнгийн Момо (монг. Сүрэнгийн Момо) — монгольский шахматист.
Чемпион Монголии 1958 г.
В 1960 г. представлял Монголию в зональном турнире. В финале соревнования проиграл М. Аарону матч за право участвовать в межзональном турнире.
В составе сборной Монголии участник трех шахматных олимпиад (1956, 1960 и 1962 гг.), трех командных чемпионатов мира среди студентов (1958, 1959 и 1960 гг.).
Участник чемпионата мира среди ветеранов 1991 г. По свидетельству очевидцев, Момо приехал в Германию (турнир состоялся в Бад-Вёрисхофене) без визы. По ходу турнира у него были украдены вещи и деньги, поэтому организаторам и участникам пришлось собирать для него деньги на обратный билет.

## Примечательная партия
|   | a | b | c | d | e | f | g | h |   |
| - | --- | --- | --- | --- | --- | --- | --- | --- | - |
| 8 | e8 чёрный король · h8 чёрная ладья · b7 чёрная пешка · d7 чёрный слон · e7 чёрный конь · g7 чёрная пешка · h7 чёрная пешка · a6 чёрная пешка · c6 чёрная ладья · c5 белый конь · d5 чёрная пешка · e5 чёрный ферзь · b4 белая пешка · a3 белая пешка · d3 белый слон · e3 белая пешка · f2 белый ферзь · g2 белая пешка · h2 белая пешка · e1 белая ладья · f1 белая ладья · g1 белый король | e8 чёрный король · h8 чёрная ладья · b7 чёрная пешка · d7 чёрный слон · e7 чёрный конь · g7 чёрная пешка · h7 чёрная пешка · a6 чёрная пешка · c6 чёрная ладья · c5 белый конь · d5 чёрная пешка · e5 чёрный ферзь · b4 белая пешка · a3 белая пешка · d3 белый слон · e3 белая пешка · f2 белый ферзь · g2 белая пешка · h2 белая пешка · e1 белая ладья · f1 белая ладья · g1 белый король | e8 чёрный король · h8 чёрная ладья · b7 чёрная пешка · d7 чёрный слон · e7 чёрный конь · g7 чёрная пешка · h7 чёрная пешка · a6 чёрная пешка · c6 чёрная ладья · c5 белый конь · d5 чёрная пешка · e5 чёрный ферзь · b4 белая пешка · a3 белая пешка · d3 белый слон · e3 белая пешка · f2 белый ферзь · g2 белая пешка · h2 белая пешка · e1 белая ладья · f1 белая ладья · g1 белый король | e8 чёрный король · h8 чёрная ладья · b7 чёрная пешка · d7 чёрный слон · e7 чёрный конь · g7 чёрная пешка · h7 чёрная пешка · a6 чёрная пешка · c6 чёрная ладья · c5 белый конь · d5 чёрная пешка · e5 чёрный ферзь · b4 белая пешка · a3 белая пешка · d3 белый слон · e3 белая пешка · f2 белый ферзь · g2 белая пешка · h2 белая пешка · e1 белая ладья · f1 белая ладья · g1 белый король | e8 чёрный король · h8 чёрная ладья · b7 чёрная пешка · d7 чёрный слон · e7 чёрный конь · g7 чёрная пешка · h7 чёрная пешка · a6 чёрная пешка · c6 чёрная ладья · c5 белый конь · d5 чёрная пешка · e5 чёрный ферзь · b4 белая пешка · a3 белая пешка · d3 белый слон · e3 белая пешка · f2 белый ферзь · g2 белая пешка · h2 белая пешка · e1 белая ладья · f1 белая ладья · g1 белый король | e8 чёрный король · h8 чёрная ладья · b7 чёрная пешка · d7 чёрный слон · e7 чёрный конь · g7 чёрная пешка · h7 чёрная пешка · a6 чёрная пешка · c6 чёрная ладья · c5 белый конь · d5 чёрная пешка · e5 чёрный ферзь · b4 белая пешка · a3 белая пешка · d3 белый слон · e3 белая пешка · f2 белый ферзь · g2 белая пешка · h2 белая пешка · e1 белая ладья · f1 белая ладья · g1 белый король | e8 чёрный король · h8 чёрная ладья · b7 чёрная пешка · d7 чёрный слон · e7 чёрный конь · g7 чёрная пешка · h7 чёрная пешка · a6 чёрная пешка · c6 чёрная ладья · c5 белый конь · d5 чёрная пешка · e5 чёрный ферзь · b4 белая пешка · a3 белая пешка · d3 белый слон · e3 белая пешка · f2 белый ферзь · g2 белая пешка · h2 белая пешка · e1 белая ладья · f1 белая ладья · g1 белый король | e8 чёрный король · h8 чёрная ладья · b7 чёрная пешка · d7 чёрный слон · e7 чёрный конь · g7 чёрная пешка · h7 чёрная пешка · a6 чёрная пешка · c6 чёрная ладья · c5 белый конь · d5 чёрная пешка · e5 чёрный ферзь · b4 белая пешка · a3 белая пешка · d3 белый слон · e3 белая пешка · f2 белый ферзь · g2 белая пешка · h2 белая пешка · e1 белая ладья · f1 белая ладья · g1 белый король | 8 |
| 7 | e8 чёрный король · h8 чёрная ладья · b7 чёрная пешка · d7 чёрный слон · e7 чёрный конь · g7 чёрная пешка · h7 чёрная пешка · a6 чёрная пешка · c6 чёрная ладья · c5 белый конь · d5 чёрная пешка · e5 чёрный ферзь · b4 белая пешка · a3 белая пешка · d3 белый слон · e3 белая пешка · f2 белый ферзь · g2 белая пешка · h2 белая пешка · e1 белая ладья · f1 белая ладья · g1 белый король | e8 чёрный король · h8 чёрная ладья · b7 чёрная пешка · d7 чёрный слон · e7 чёрный конь · g7 чёрная пешка · h7 чёрная пешка · a6 чёрная пешка · c6 чёрная ладья · c5 белый конь · d5 чёрная пешка · e5 чёрный ферзь · b4 белая пешка · a3 белая пешка · d3 белый слон · e3 белая пешка · f2 белый ферзь · g2 белая пешка · h2 белая пешка · e1 белая ладья · f1 белая ладья · g1 белый король | e8 чёрный король · h8 чёрная ладья · b7 чёрная пешка · d7 чёрный слон · e7 чёрный конь · g7 чёрная пешка · h7 чёрная пешка · a6 чёрная пешка · c6 чёрная ладья · c5 белый конь · d5 чёрная пешка · e5 чёрный ферзь · b4 белая пешка · a3 белая пешка · d3 белый слон · e3 белая пешка · f2 белый ферзь · g2 белая пешка · h2 белая пешка · e1 белая ладья · f1 белая ладья · g1 белый король | e8 чёрный король · h8 чёрная ладья · b7 чёрная пешка · d7 чёрный слон · e7 чёрный конь · g7 чёрная пешка · h7 чёрная пешка · a6 чёрная пешка · c6 чёрная ладья · c5 белый конь · d5 чёрная пешка · e5 чёрный ферзь · b4 белая пешка · a3 белая пешка · d3 белый слон · e3 белая пешка · f2 белый ферзь · g2 белая пешка · h2 белая пешка · e1 белая ладья · f1 белая ладья · g1 белый король | e8 чёрный король · h8 чёрная ладья · b7 чёрная пешка · d7 чёрный слон · e7 чёрный конь · g7 чёрная пешка · h7 чёрная пешка · a6 чёрная пешка · c6 чёрная ладья · c5 белый конь · d5 чёрная пешка · e5 чёрный ферзь · b4 белая пешка · a3 белая пешка · d3 белый слон · e3 белая пешка · f2 белый ферзь · g2 белая пешка · h2 белая пешка · e1 белая ладья · f1 белая ладья · g1 белый король | e8 чёрный король · h8 чёрная ладья · b7 чёрная пешка · d7 чёрный слон · e7 чёрный конь · g7 чёрная пешка · h7 чёрная пешка · a6 чёрная пешка · c6 чёрная ладья · c5 белый конь · d5 чёрная пешка · e5 чёрный ферзь · b4 белая пешка · a3 белая пешка · d3 белый слон · e3 белая пешка · f2 белый ферзь · g2 белая пешка · h2 белая пешка · e1 белая ладья · f1 белая ладья · g1 белый король | e8 чёрный король · h8 чёрная ладья · b7 чёрная пешка · d7 чёрный слон · e7 чёрный конь · g7 чёрная пешка · h7 чёрная пешка · a6 чёрная пешка · c6 чёрная ладья · c5 белый конь · d5 чёрная пешка · e5 чёрный ферзь · b4 белая пешка · a3 белая пешка · d3 белый слон · e3 белая пешка · f2 белый ферзь · g2 белая пешка · h2 белая пешка · e1 белая ладья · f1 белая ладья · g1 белый король | e8 чёрный король · h8 чёрная ладья · b7 чёрная пешка · d7 чёрный слон · e7 чёрный конь · g7 чёрная пешка · h7 чёрная пешка · a6 чёрная пешка · c6 чёрная ладья · c5 белый конь · d5 чёрная пешка · e5 чёрный ферзь · b4 белая пешка · a3 белая пешка · d3 белый слон · e3 белая пешка · f2 белый ферзь · g2 белая пешка · h2 белая пешка · e1 белая ладья · f1 белая ладья · g1 белый король | 7 |
| 6 | e8 чёрный король · h8 чёрная ладья · b7 чёрная пешка · d7 чёрный слон · e7 чёрный конь · g7 чёрная пешка · h7 чёрная пешка · a6 чёрная пешка · c6 чёрная ладья · c5 белый конь · d5 чёрная пешка · e5 чёрный ферзь · b4 белая пешка · a3 белая пешка · d3 белый слон · e3 белая пешка · f2 белый ферзь · g2 белая пешка · h2 белая пешка · e1 белая ладья · f1 белая ладья · g1 белый король | e8 чёрный король · h8 чёрная ладья · b7 чёрная пешка · d7 чёрный слон · e7 чёрный конь · g7 чёрная пешка · h7 чёрная пешка · a6 чёрная пешка · c6 чёрная ладья · c5 белый конь · d5 чёрная пешка · e5 чёрный ферзь · b4 белая пешка · a3 белая пешка · d3 белый слон · e3 белая пешка · f2 белый ферзь · g2 белая пешка · h2 белая пешка · e1 белая ладья · f1 белая ладья · g1 белый король | e8 чёрный король · h8 чёрная ладья · b7 чёрная пешка · d7 чёрный слон · e7 чёрный конь · g7 чёрная пешка · h7 чёрная пешка · a6 чёрная пешка · c6 чёрная ладья · c5 белый конь · d5 чёрная пешка · e5 чёрный ферзь · b4 белая пешка · a3 белая пешка · d3 белый слон · e3 белая пешка · f2 белый ферзь · g2 белая пешка · h2 белая пешка · e1 белая ладья · f1 белая ладья · g1 белый король | e8 чёрный король · h8 чёрная ладья · b7 чёрная пешка · d7 чёрный слон · e7 чёрный конь · g7 чёрная пешка · h7 чёрная пешка · a6 чёрная пешка · c6 чёрная ладья · c5 белый конь · d5 чёрная пешка · e5 чёрный ферзь · b4 белая пешка · a3 белая пешка · d3 белый слон · e3 белая пешка · f2 белый ферзь · g2 белая пешка · h2 белая пешка · e1 белая ладья · f1 белая ладья · g1 белый король | e8 чёрный король · h8 чёрная ладья · b7 чёрная пешка · d7 чёрный слон · e7 чёрный конь · g7 чёрная пешка · h7 чёрная пешка · a6 чёрная пешка · c6 чёрная ладья · c5 белый конь · d5 чёрная пешка · e5 чёрный ферзь · b4 белая пешка · a3 белая пешка · d3 белый слон · e3 белая пешка · f2 белый ферзь · g2 белая пешка · h2 белая пешка · e1 белая ладья · f1 белая ладья · g1 белый король | e8 чёрный король · h8 чёрная ладья · b7 чёрная пешка · d7 чёрный слон · e7 чёрный конь · g7 чёрная пешка · h7 чёрная пешка · a6 чёрная пешка · c6 чёрная ладья · c5 белый конь · d5 чёрная пешка · e5 чёрный ферзь · b4 белая пешка · a3 белая пешка · d3 белый слон · e3 белая пешка · f2 белый ферзь · g2 белая пешка · h2 белая пешка · e1 белая ладья · f1 белая ладья · g1 белый король | e8 чёрный король · h8 чёрная ладья · b7 чёрная пешка · d7 чёрный слон · e7 чёрный конь · g7 чёрная пешка · h7 чёрная пешка · a6 чёрная пешка · c6 чёрная ладья · c5 белый конь · d5 чёрная пешка · e5 чёрный ферзь · b4 белая пешка · a3 белая пешка · d3 белый слон · e3 белая пешка · f2 белый ферзь · g2 белая пешка · h2 белая пешка · e1 белая ладья · f1 белая ладья · g1 белый король | e8 чёрный король · h8 чёрная ладья · b7 чёрная пешка · d7 чёрный слон · e7 чёрный конь · g7 чёрная пешка · h7 чёрная пешка · a6 чёрная пешка · c6 чёрная ладья · c5 белый конь · d5 чёрная пешка · e5 чёрный ферзь · b4 белая пешка · a3 белая пешка · d3 белый слон · e3 белая пешка · f2 белый ферзь · g2 белая пешка · h2 белая пешка · e1 белая ладья · f1 белая ладья · g1 белый король | 6 |
| 5 | e8 чёрный король · h8 чёрная ладья · b7 чёрная пешка · d7 чёрный слон · e7 чёрный конь · g7 чёрная пешка · h7 чёрная пешка · a6 чёрная пешка · c6 чёрная ладья · c5 белый конь · d5 чёрная пешка · e5 чёрный ферзь · b4 белая пешка · a3 белая пешка · d3 белый слон · e3 белая пешка · f2 белый ферзь · g2 белая пешка · h2 белая пешка · e1 белая ладья · f1 белая ладья · g1 белый король | e8 чёрный король · h8 чёрная ладья · b7 чёрная пешка · d7 чёрный слон · e7 чёрный конь · g7 чёрная пешка · h7 чёрная пешка · a6 чёрная пешка · c6 чёрная ладья · c5 белый конь · d5 чёрная пешка · e5 чёрный ферзь · b4 белая пешка · a3 белая пешка · d3 белый слон · e3 белая пешка · f2 белый ферзь · g2 белая пешка · h2 белая пешка · e1 белая ладья · f1 белая ладья · g1 белый король | e8 чёрный король · h8 чёрная ладья · b7 чёрная пешка · d7 чёрный слон · e7 чёрный конь · g7 чёрная пешка · h7 чёрная пешка · a6 чёрная пешка · c6 чёрная ладья · c5 белый конь · d5 чёрная пешка · e5 чёрный ферзь · b4 белая пешка · a3 белая пешка · d3 белый слон · e3 белая пешка · f2 белый ферзь · g2 белая пешка · h2 белая пешка · e1 белая ладья · f1 белая ладья · g1 белый король | e8 чёрный король · h8 чёрная ладья · b7 чёрная пешка · d7 чёрный слон · e7 чёрный конь · g7 чёрная пешка · h7 чёрная пешка · a6 чёрная пешка · c6 чёрная ладья · c5 белый конь · d5 чёрная пешка · e5 чёрный ферзь · b4 белая пешка · a3 белая пешка · d3 белый слон · e3 белая пешка · f2 белый ферзь · g2 белая пешка · h2 белая пешка · e1 белая ладья · f1 белая ладья · g1 белый король | e8 чёрный король · h8 чёрная ладья · b7 чёрная пешка · d7 чёрный слон · e7 чёрный конь · g7 чёрная пешка · h7 чёрная пешка · a6 чёрная пешка · c6 чёрная ладья · c5 белый конь · d5 чёрная пешка · e5 чёрный ферзь · b4 белая пешка · a3 белая пешка · d3 белый слон · e3 белая пешка · f2 белый ферзь · g2 белая пешка · h2 белая пешка · e1 белая ладья · f1 белая ладья · g1 белый король | e8 чёрный король · h8 чёрная ладья · b7 чёрная пешка · d7 чёрный слон · e7 чёрный конь · g7 чёрная пешка · h7 чёрная пешка · a6 чёрная пешка · c6 чёрная ладья · c5 белый конь · d5 чёрная пешка · e5 чёрный ферзь · b4 белая пешка · a3 белая пешка · d3 белый слон · e3 белая пешка · f2 белый ферзь · g2 белая пешка · h2 белая пешка · e1 белая ладья · f1 белая ладья · g1 белый король | e8 чёрный король · h8 чёрная ладья · b7 чёрная пешка · d7 чёрный слон · e7 чёрный конь · g7 чёрная пешка · h7 чёрная пешка · a6 чёрная пешка · c6 чёрная ладья · c5 белый конь · d5 чёрная пешка · e5 чёрный ферзь · b4 белая пешка · a3 белая пешка · d3 белый слон · e3 белая пешка · f2 белый ферзь · g2 белая пешка · h2 белая пешка · e1 белая ладья · f1 белая ладья · g1 белый король | e8 чёрный король · h8 чёрная ладья · b7 чёрная пешка · d7 чёрный слон · e7 чёрный конь · g7 чёрная пешка · h7 чёрная пешка · a6 чёрная пешка · c6 чёрная ладья · c5 белый конь · d5 чёрная пешка · e5 чёрный ферзь · b4 белая пешка · a3 белая пешка · d3 белый слон · e3 белая пешка · f2 белый ферзь · g2 белая пешка · h2 белая пешка · e1 белая ладья · f1 белая ладья · g1 белый король | 5 |
| 4 | e8 чёрный король · h8 чёрная ладья · b7 чёрная пешка · d7 чёрный слон · e7 чёрный конь · g7 чёрная пешка · h7 чёрная пешка · a6 чёрная пешка · c6 чёрная ладья · c5 белый конь · d5 чёрная пешка · e5 чёрный ферзь · b4 белая пешка · a3 белая пешка · d3 белый слон · e3 белая пешка · f2 белый ферзь · g2 белая пешка · h2 белая пешка · e1 белая ладья · f1 белая ладья · g1 белый король | e8 чёрный король · h8 чёрная ладья · b7 чёрная пешка · d7 чёрный слон · e7 чёрный конь · g7 чёрная пешка · h7 чёрная пешка · a6 чёрная пешка · c6 чёрная ладья · c5 белый конь · d5 чёрная пешка · e5 чёрный ферзь · b4 белая пешка · a3 белая пешка · d3 белый слон · e3 белая пешка · f2 белый ферзь · g2 белая пешка · h2 белая пешка · e1 белая ладья · f1 белая ладья · g1 белый король | e8 чёрный король · h8 чёрная ладья · b7 чёрная пешка · d7 чёрный слон · e7 чёрный конь · g7 чёрная пешка · h7 чёрная пешка · a6 чёрная пешка · c6 чёрная ладья · c5 белый конь · d5 чёрная пешка · e5 чёрный ферзь · b4 белая пешка · a3 белая пешка · d3 белый слон · e3 белая пешка · f2 белый ферзь · g2 белая пешка · h2 белая пешка · e1 белая ладья · f1 белая ладья · g1 белый король | e8 чёрный король · h8 чёрная ладья · b7 чёрная пешка · d7 чёрный слон · e7 чёрный конь · g7 чёрная пешка · h7 чёрная пешка · a6 чёрная пешка · c6 чёрная ладья · c5 белый конь · d5 чёрная пешка · e5 чёрный ферзь · b4 белая пешка · a3 белая пешка · d3 белый слон · e3 белая пешка · f2 белый ферзь · g2 белая пешка · h2 белая пешка · e1 белая ладья · f1 белая ладья · g1 белый король | e8 чёрный король · h8 чёрная ладья · b7 чёрная пешка · d7 чёрный слон · e7 чёрный конь · g7 чёрная пешка · h7 чёрная пешка · a6 чёрная пешка · c6 чёрная ладья · c5 белый конь · d5 чёрная пешка · e5 чёрный ферзь · b4 белая пешка · a3 белая пешка · d3 белый слон · e3 белая пешка · f2 белый ферзь · g2 белая пешка · h2 белая пешка · e1 белая ладья · f1 белая ладья · g1 белый король | e8 чёрный король · h8 чёрная ладья · b7 чёрная пешка · d7 чёрный слон · e7 чёрный конь · g7 чёрная пешка · h7 чёрная пешка · a6 чёрная пешка · c6 чёрная ладья · c5 белый конь · d5 чёрная пешка · e5 чёрный ферзь · b4 белая пешка · a3 белая пешка · d3 белый слон · e3 белая пешка · f2 белый ферзь · g2 белая пешка · h2 белая пешка · e1 белая ладья · f1 белая ладья · g1 белый король | e8 чёрный король · h8 чёрная ладья · b7 чёрная пешка · d7 чёрный слон · e7 чёрный конь · g7 чёрная пешка · h7 чёрная пешка · a6 чёрная пешка · c6 чёрная ладья · c5 белый конь · d5 чёрная пешка · e5 чёрный ферзь · b4 белая пешка · a3 белая пешка · d3 белый слон · e3 белая пешка · f2 белый ферзь · g2 белая пешка · h2 белая пешка · e1 белая ладья · f1 белая ладья · g1 белый король | e8 чёрный король · h8 чёрная ладья · b7 чёрная пешка · d7 чёрный слон · e7 чёрный конь · g7 чёрная пешка · h7 чёрная пешка · a6 чёрная пешка · c6 чёрная ладья · c5 белый конь · d5 чёрная пешка · e5 чёрный ферзь · b4 белая пешка · a3 белая пешка · d3 белый слон · e3 белая пешка · f2 белый ферзь · g2 белая пешка · h2 белая пешка · e1 белая ладья · f1 белая ладья · g1 белый король | 4 |
| 3 | e8 чёрный король · h8 чёрная ладья · b7 чёрная пешка · d7 чёрный слон · e7 чёрный конь · g7 чёрная пешка · h7 чёрная пешка · a6 чёрная пешка · c6 чёрная ладья · c5 белый конь · d5 чёрная пешка · e5 чёрный ферзь · b4 белая пешка · a3 белая пешка · d3 белый слон · e3 белая пешка · f2 белый ферзь · g2 белая пешка · h2 белая пешка · e1 белая ладья · f1 белая ладья · g1 белый король | e8 чёрный король · h8 чёрная ладья · b7 чёрная пешка · d7 чёрный слон · e7 чёрный конь · g7 чёрная пешка · h7 чёрная пешка · a6 чёрная пешка · c6 чёрная ладья · c5 белый конь · d5 чёрная пешка · e5 чёрный ферзь · b4 белая пешка · a3 белая пешка · d3 белый слон · e3 белая пешка · f2 белый ферзь · g2 белая пешка · h2 белая пешка · e1 белая ладья · f1 белая ладья · g1 белый король | e8 чёрный король · h8 чёрная ладья · b7 чёрная пешка · d7 чёрный слон · e7 чёрный конь · g7 чёрная пешка · h7 чёрная пешка · a6 чёрная пешка · c6 чёрная ладья · c5 белый конь · d5 чёрная пешка · e5 чёрный ферзь · b4 белая пешка · a3 белая пешка · d3 белый слон · e3 белая пешка · f2 белый ферзь · g2 белая пешка · h2 белая пешка · e1 белая ладья · f1 белая ладья · g1 белый король | e8 чёрный король · h8 чёрная ладья · b7 чёрная пешка · d7 чёрный слон · e7 чёрный конь · g7 чёрная пешка · h7 чёрная пешка · a6 чёрная пешка · c6 чёрная ладья · c5 белый конь · d5 чёрная пешка · e5 чёрный ферзь · b4 белая пешка · a3 белая пешка · d3 белый слон · e3 белая пешка · f2 белый ферзь · g2 белая пешка · h2 белая пешка · e1 белая ладья · f1 белая ладья · g1 белый король | e8 чёрный король · h8 чёрная ладья · b7 чёрная пешка · d7 чёрный слон · e7 чёрный конь · g7 чёрная пешка · h7 чёрная пешка · a6 чёрная пешка · c6 чёрная ладья · c5 белый конь · d5 чёрная пешка · e5 чёрный ферзь · b4 белая пешка · a3 белая пешка · d3 белый слон · e3 белая пешка · f2 белый ферзь · g2 белая пешка · h2 белая пешка · e1 белая ладья · f1 белая ладья · g1 белый король | e8 чёрный король · h8 чёрная ладья · b7 чёрная пешка · d7 чёрный слон · e7 чёрный конь · g7 чёрная пешка · h7 чёрная пешка · a6 чёрная пешка · c6 чёрная ладья · c5 белый конь · d5 чёрная пешка · e5 чёрный ферзь · b4 белая пешка · a3 белая пешка · d3 белый слон · e3 белая пешка · f2 белый ферзь · g2 белая пешка · h2 белая пешка · e1 белая ладья · f1 белая ладья · g1 белый король | e8 чёрный король · h8 чёрная ладья · b7 чёрная пешка · d7 чёрный слон · e7 чёрный конь · g7 чёрная пешка · h7 чёрная пешка · a6 чёрная пешка · c6 чёрная ладья · c5 белый конь · d5 чёрная пешка · e5 чёрный ферзь · b4 белая пешка · a3 белая пешка · d3 белый слон · e3 белая пешка · f2 белый ферзь · g2 белая пешка · h2 белая пешка · e1 белая ладья · f1 белая ладья · g1 белый король | e8 чёрный король · h8 чёрная ладья · b7 чёрная пешка · d7 чёрный слон · e7 чёрный конь · g7 чёрная пешка · h7 чёрная пешка · a6 чёрная пешка · c6 чёрная ладья · c5 белый конь · d5 чёрная пешка · e5 чёрный ферзь · b4 белая пешка · a3 белая пешка · d3 белый слон · e3 белая пешка · f2 белый ферзь · g2 белая пешка · h2 белая пешка · e1 белая ладья · f1 белая ладья · g1 белый король | 3 |
| 2 | e8 чёрный король · h8 чёрная ладья · b7 чёрная пешка · d7 чёрный слон · e7 чёрный конь · g7 чёрная пешка · h7 чёрная пешка · a6 чёрная пешка · c6 чёрная ладья · c5 белый конь · d5 чёрная пешка · e5 чёрный ферзь · b4 белая пешка · a3 белая пешка · d3 белый слон · e3 белая пешка · f2 белый ферзь · g2 белая пешка · h2 белая пешка · e1 белая ладья · f1 белая ладья · g1 белый король | e8 чёрный король · h8 чёрная ладья · b7 чёрная пешка · d7 чёрный слон · e7 чёрный конь · g7 чёрная пешка · h7 чёрная пешка · a6 чёрная пешка · c6 чёрная ладья · c5 белый конь · d5 чёрная пешка · e5 чёрный ферзь · b4 белая пешка · a3 белая пешка · d3 белый слон · e3 белая пешка · f2 белый ферзь · g2 белая пешка · h2 белая пешка · e1 белая ладья · f1 белая ладья · g1 белый король | e8 чёрный король · h8 чёрная ладья · b7 чёрная пешка · d7 чёрный слон · e7 чёрный конь · g7 чёрная пешка · h7 чёрная пешка · a6 чёрная пешка · c6 чёрная ладья · c5 белый конь · d5 чёрная пешка · e5 чёрный ферзь · b4 белая пешка · a3 белая пешка · d3 белый слон · e3 белая пешка · f2 белый ферзь · g2 белая пешка · h2 белая пешка · e1 белая ладья · f1 белая ладья · g1 белый король | e8 чёрный король · h8 чёрная ладья · b7 чёрная пешка · d7 чёрный слон · e7 чёрный конь · g7 чёрная пешка · h7 чёрная пешка · a6 чёрная пешка · c6 чёрная ладья · c5 белый конь · d5 чёрная пешка · e5 чёрный ферзь · b4 белая пешка · a3 белая пешка · d3 белый слон · e3 белая пешка · f2 белый ферзь · g2 белая пешка · h2 белая пешка · e1 белая ладья · f1 белая ладья · g1 белый король | e8 чёрный король · h8 чёрная ладья · b7 чёрная пешка · d7 чёрный слон · e7 чёрный конь · g7 чёрная пешка · h7 чёрная пешка · a6 чёрная пешка · c6 чёрная ладья · c5 белый конь · d5 чёрная пешка · e5 чёрный ферзь · b4 белая пешка · a3 белая пешка · d3 белый слон · e3 белая пешка · f2 белый ферзь · g2 белая пешка · h2 белая пешка · e1 белая ладья · f1 белая ладья · g1 белый король | e8 чёрный король · h8 чёрная ладья · b7 чёрная пешка · d7 чёрный слон · e7 чёрный конь · g7 чёрная пешка · h7 чёрная пешка · a6 чёрная пешка · c6 чёрная ладья · c5 белый конь · d5 чёрная пешка · e5 чёрный ферзь · b4 белая пешка · a3 белая пешка · d3 белый слон · e3 белая пешка · f2 белый ферзь · g2 белая пешка · h2 белая пешка · e1 белая ладья · f1 белая ладья · g1 белый король | e8 чёрный король · h8 чёрная ладья · b7 чёрная пешка · d7 чёрный слон · e7 чёрный конь · g7 чёрная пешка · h7 чёрная пешка · a6 чёрная пешка · c6 чёрная ладья · c5 белый конь · d5 чёрная пешка · e5 чёрный ферзь · b4 белая пешка · a3 белая пешка · d3 белый слон · e3 белая пешка · f2 белый ферзь · g2 белая пешка · h2 белая пешка · e1 белая ладья · f1 белая ладья · g1 белый король | e8 чёрный король · h8 чёрная ладья · b7 чёрная пешка · d7 чёрный слон · e7 чёрный конь · g7 чёрная пешка · h7 чёрная пешка · a6 чёрная пешка · c6 чёрная ладья · c5 белый конь · d5 чёрная пешка · e5 чёрный ферзь · b4 белая пешка · a3 белая пешка · d3 белый слон · e3 белая пешка · f2 белый ферзь · g2 белая пешка · h2 белая пешка · e1 белая ладья · f1 белая ладья · g1 белый король | 2 |
| 1 | e8 чёрный король · h8 чёрная ладья · b7 чёрная пешка · d7 чёрный слон · e7 чёрный конь · g7 чёрная пешка · h7 чёрная пешка · a6 чёрная пешка · c6 чёрная ладья · c5 белый конь · d5 чёрная пешка · e5 чёрный ферзь · b4 белая пешка · a3 белая пешка · d3 белый слон · e3 белая пешка · f2 белый ферзь · g2 белая пешка · h2 белая пешка · e1 белая ладья · f1 белая ладья · g1 белый король | e8 чёрный король · h8 чёрная ладья · b7 чёрная пешка · d7 чёрный слон · e7 чёрный конь · g7 чёрная пешка · h7 чёрная пешка · a6 чёрная пешка · c6 чёрная ладья · c5 белый конь · d5 чёрная пешка · e5 чёрный ферзь · b4 белая пешка · a3 белая пешка · d3 белый слон · e3 белая пешка · f2 белый ферзь · g2 белая пешка · h2 белая пешка · e1 белая ладья · f1 белая ладья · g1 белый король | e8 чёрный король · h8 чёрная ладья · b7 чёрная пешка · d7 чёрный слон · e7 чёрный конь · g7 чёрная пешка · h7 чёрная пешка · a6 чёрная пешка · c6 чёрная ладья · c5 белый конь · d5 чёрная пешка · e5 чёрный ферзь · b4 белая пешка · a3 белая пешка · d3 белый слон · e3 белая пешка · f2 белый ферзь · g2 белая пешка · h2 белая пешка · e1 белая ладья · f1 белая ладья · g1 белый король | e8 чёрный король · h8 чёрная ладья · b7 чёрная пешка · d7 чёрный слон · e7 чёрный конь · g7 чёрная пешка · h7 чёрная пешка · a6 чёрная пешка · c6 чёрная ладья · c5 белый конь · d5 чёрная пешка · e5 чёрный ферзь · b4 белая пешка · a3 белая пешка · d3 белый слон · e3 белая пешка · f2 белый ферзь · g2 белая пешка · h2 белая пешка · e1 белая ладья · f1 белая ладья · g1 белый король | e8 чёрный король · h8 чёрная ладья · b7 чёрная пешка · d7 чёрный слон · e7 чёрный конь · g7 чёрная пешка · h7 чёрная пешка · a6 чёрная пешка · c6 чёрная ладья · c5 белый конь · d5 чёрная пешка · e5 чёрный ферзь · b4 белая пешка · a3 белая пешка · d3 белый слон · e3 белая пешка · f2 белый ферзь · g2 белая пешка · h2 белая пешка · e1 белая ладья · f1 белая ладья · g1 белый король | e8 чёрный король · h8 чёрная ладья · b7 чёрная пешка · d7 чёрный слон · e7 чёрный конь · g7 чёрная пешка · h7 чёрная пешка · a6 чёрная пешка · c6 чёрная ладья · c5 белый конь · d5 чёрная пешка · e5 чёрный ферзь · b4 белая пешка · a3 белая пешка · d3 белый слон · e3 белая пешка · f2 белый ферзь · g2 белая пешка · h2 белая пешка · e1 белая ладья · f1 белая ладья · g1 белый король | e8 чёрный король · h8 чёрная ладья · b7 чёрная пешка · d7 чёрный слон · e7 чёрный конь · g7 чёрная пешка · h7 чёрная пешка · a6 чёрная пешка · c6 чёрная ладья · c5 белый конь · d5 чёрная пешка · e5 чёрный ферзь · b4 белая пешка · a3 белая пешка · d3 белый слон · e3 белая пешка · f2 белый ферзь · g2 белая пешка · h2 белая пешка · e1 белая ладья · f1 белая ладья · g1 белый король | e8 чёрный король · h8 чёрная ладья · b7 чёрная пешка · d7 чёрный слон · e7 чёрный конь · g7 чёрная пешка · h7 чёрная пешка · a6 чёрная пешка · c6 чёрная ладья · c5 белый конь · d5 чёрная пешка · e5 чёрный ферзь · b4 белая пешка · a3 белая пешка · d3 белый слон · e3 белая пешка · f2 белый ферзь · g2 белая пешка · h2 белая пешка · e1 белая ладья · f1 белая ладья · g1 белый король | 1 |
|   | a | b | c | d | e | f | g | h |   |

Визитной карточкой шахматиста стала партия, которую он сыграл в матче со сборной Ирландии на шахматной олимпиаде 1956 г. Финал партии вошел в сборники тактических ударов.
Момо — Макгоуэн, XII Олимпиада, Москва, 1956 г.
Французская защита
1. e4 e6 2. d4 d5 3. e5 c5 4. c3 Кc6 5. Кf3 Фb6 6. a3 Кge7 7. b4 cd 8. cd Кf5 9. Сe3 К:e3 10. fe a6 11. Сd3 Сd7 12. 0–0 Сe7 13. Кc3 f6 14. ef С:f6 15. Кa4 Фc7 16. Фc2 e5 17. de С:e5 18. К:e5 Ф:e5 19. Лae1 Лc8 20. Кc5 Кe7 21. Фf2 Лc6 (См. диаграмму) 22. Фf8+!! Л:f8 23. Л:f8+ Кр:f8 24. К:d7+ Крe8 25. К:e5 Лc3 26. С:h7 Л:a3 27. Крf2 Лb3 28. Лb1. Черные сдались.

## Спортивные результаты
| Год  | Город          | Соревнование                                                           | + | − | = | Результат | Место |
| ---- | -------------- | ---------------------------------------------------------------------- | - | - | - | --------- | ----- |
| 1956 | Москва         | XII Олимпиада (сборная Монголии, 2-я доска)                            | 5 | 4 | 4 | 7 из 13   |       |
| 1958 |                | Чемпионат Монголии                                                     |   |   |   |           | 1     |
|      | Варна          | Командный чемпионат мира среди студентов (сборная Монголии, 1-я доска) | 4 | 5 | 0 | 4 из 9    |       |
| 1959 | Будапешт       | Командный чемпионат мира среди студентов (сборная Монголии, 2-я доска) | 5 | 5 | 3 | 6½ из 13  |       |
| 1960 | Ленинград      | Командный чемпионат мира среди студентов (сборная Монголии, 2-я доска) | 5 | 7 | 0 | 5 из 12   |       |
|      | Лейпциг        | XIV Олимпиада (сборная Монголии, 2-я доска)                            | 7 | 8 | 2 | 8 из 17   |       |
|      | Мадрас         | Зональный турнир (финальный матч с М. Аароном)                         |   |   |   | 1 : 3     |       |
| 1962 | Варна          | XV Олимпиада (сборная Монголии, 3-я доска)                             | 6 | 4 | 6 | 9 из 16   |       |
| 1991 | Бад-Вёрисхофен | Чемпионат мира среди ветеранов                                         | 6 | 4 | 1 | 6½ из 11  | [ 7 ] |